# Список населённых пунктов Няндомского района
*Административные центры указаны жирным шрифтом
- Муниципальное образование «Мошинское»
  - Абатурово
  - Алексеевская
  - Анташиха
  - Большая Орьма
  - Большое Матьзеро
  - Большой Двор (Воезеро)
  - Большой Двор (Моша)
  - Бор
  - Боровская
  - Бряшниха
  - Будринская
  - Васильевская
  - Вахрамеиха
  - Вельская
  - Верховье
  - Верхотина
  - Волковская
  - Гавриловская (Лимь)
  - Гавриловская (Моша)
  - Гридино
  - Гришинская
  - Гора
  - Горевская
  - Горка
  - Горка (Воезеро)
  - Горка Грехнева
  - Горка Дуплева
  - Грудиха
  - Даниловская
  - Дровневская
  - Заболотье-1
  - Заболотье-2
  - Задняя
  - Занаволок
  - Заозёрный
  - Зеленевская
  - Ивановская
  - Ивашково
  - Икса
  - Ильинский Остров
  - Казаковская
  - Кипровская
  - Климовская
  - Климушина
  - Конинская
  - Корехино
  - Котовская
  - Кривцы
  - Кстово
  - Кувшиниха
  - Кулемиха
  - Курниково
  - Курья
  - Лобановская-1
  - Лобановская-2
  - Логиновская
  - Лупачиха
  - Макаров Двор
  - Макаровская
  - Малая Орьма
  - Малое Матьзеро
  - Мальшинская
  - Манушкин Остров
  - Мартевская
  - Мартыновская
  - Милехинская
  - Монастырский Остров
  - Мостовая
  - Нестеровская
  - Низ (Воезеро)
  - Низ (Канакша)
  - Низ (Лимь)
  - Никоновская
  - Новая
  - Новая Икса
  - Ореховская
  - Ортевская
  - Остров
  - Охтома
  - Пал
  - Пархиева
  - Петариха
  - Пигинская
  - Погост
  - Погост
  - Подлесная
  - Поздеиха
  - Полинская
  - Поповская
  - Проково
  - Пустырево
  - Ручей
  - Рябово-Матьзеро
  - Село
  - Суегра
  - Тарасово
  - Тухачиха
  - Филипповская
  - Фофаново
  - Холопье
  - Хомкино
  - Шернинская
  - Шолга
  - Юдинская
- Муниципальное образование «Няндомское»
  - Андреевская
  - Бережная
  - Бурачиха
  - Великая Речка
  - Дом отдыха Озерки
  - Зарученье
  - Зелёный
  - Конда
  - Кузьминская
  - Лещево
  - Мирный
  - Няндома
  - Полоха
  - Сафонова Гора
  - Сидорова Гора
  - Солюга
  - Шестиозерский
  - Шултус
  - Яковлевская
- Муниципальное образование «Шалакушское»
  - 23-го квартала
  - Андреевская
  - Григорьевская
  - Гришинская
  - Демьяновская
  - Еремеевская
  - Ивакша
  - Ившинская
  - Калининская
  - Кондратовская
  - Кырчема
  - Лельма
  - Лепша
  - Лепша-Новый
  - Лужная
  - Междудворье
  - Наумовская
  - Осковская
  - Павловская
  - Савинская
  - Сибирь
  - Ступинская
  - Тарза
  - Торновская
  - Турлаевская
  - Федосеевская
  - Федотовская
  - Федьковская
  - Холмолеево
  - Шалакуша
  - Шипаховский
  - Шожма
  - Яковлевская